# Orde van Berthold de Eerste

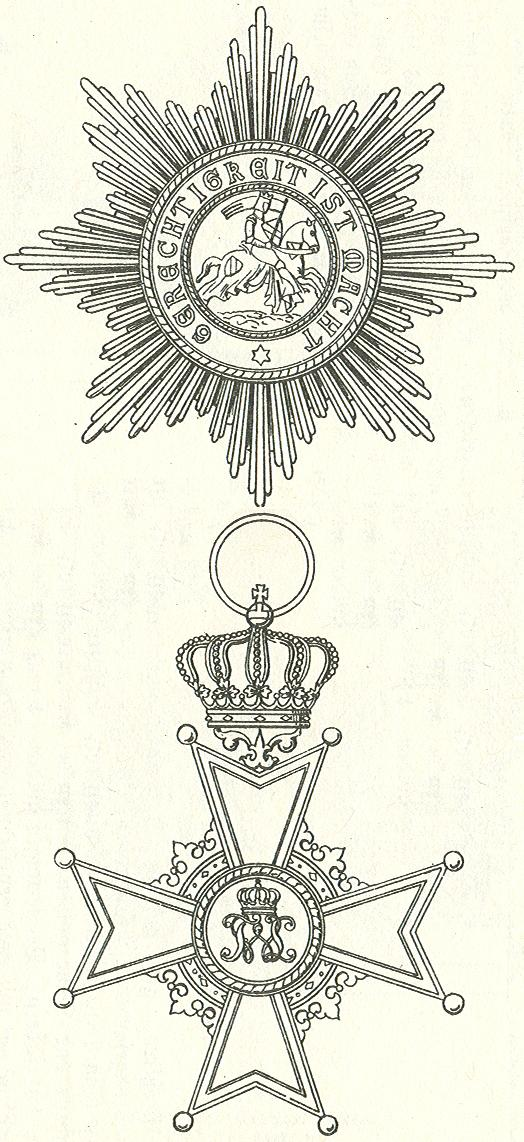
Ster en Grootkruis van de Orde van Berthold de Eerste.

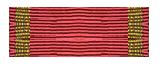
Het lint van de Orde.

De Orde van Berthold de Eerste werd op 29 april 1877 ingesteld door groothertog Frederik I van Baden onder de naam Orde van Berthold de Eerste van Zähringen, en was in de eerste jaren van haar bestaan de hoogste klasse van de al in 1812 ingestelde Orde van de Leeuw van Zähringen. De onderscheiding was vooral gedacht voor vorsten en leden van de groothertogelijke familie van Baden.

Het is ongebruikelijk dat een Ridderorde niet een zelfstandige instelling is, maar in het orderecht zijn nog enkele voorbeelden te vinden van Orden die de hoogste rang van een andere Orde zijn.
Het juweel en de ster van de Orde van Berthold de Eerste weken sterk af van de kleinoden van de Orde van de Leeuw van Zähringen. Op de ster is een geharnaste ridder te paard afgebeeld. Rond het medaillon staat het motto "GERECHTIGKEIT IST MACHT" (Duits: "Gerechtigheid is macht").

Het opvallend grote en zware grootkruis is een wit kruis onder een gouden kroon. In de armen van het kruis zijn vier kleine kronen met ieder drie lelies aangebracht. Op het medaillon is een gekroond monogram afgebeeld.

Het lint, een grootlint, was rood met twee daarop met gouddraad geborduurde strepen en werd over de rechterschouder naar de linkerheup gedragen. Het lint van de Orde van de Leeuw van Zähringen was groen met twee oranje strepen.
Op 9 september 1896 werd de Orde in een statuutwijziging van de Orde van de Leeuw van Zähringen gescheiden en omgedoopt in Orde van Berthold de Eerste. De nu opzichzelfstaande Orde kreeg nu vier graden en kon ook met zwaarden worden verleend.
De Orde kende de volgende rangen en versierselen:
- Grootkruis

- Commandeur der Eerste Klasse

- Commandeur der Tweede Klasse

- Ridder

Voor het begin van de Eerste Wereldoorlog werden twee ridderkruisen met zwaarden toegekend. Later volgden nog 58 kruisen met zwaarden in deze Orde, die ongeveer 700 maal werd toegekend.

De Orde werd na de Huisorde van de Trouw en de Militaire Karl-Friedrich-Verdienstorde maar vóór de Orde van de Leeuw van Zähringen gedragen.
De Orde werd in 1918 na de abdicatie van de laatste groothertog afgeschaft.
Het lint van de Orde werd bij de statutenwijziging van 1896 onveranderd gelaten.
Huisorde van de Trouw · 
Militaire Karl-Friedrich-Verdienstorde · 
Orde van Berthold de Eerste ·
Orde van Berthold de Eerste van Zähringen · 
Orde van de Leeuw van Zähringen ·
Herinneringskruis voor de Veldtocht van 1870/71
Zie ook: Ridderorden in Baden · Onderscheidingen in Baden